# Bathysa pittieri
Bathysa pittieri är en måreväxtart som först beskrevs av Paul Carpenter Standley, och fick sitt nu gällande namn av Julian Alfred Steyermark. Bathysa pittieri ingår i släktet Bathysa och familjen måreväxter. Inga underarter finns listade i Catalogue of Life.